# ＃10 story 〜Best of Yumi Shizukusa〜
『＃10 story 〜Best of Yumi Shizukusa』（シャープ10・ストーリー・ベスト・オブ・シズクサ・ユミ）は、ビーイングから発売された滴草由実の1枚目のベスト・アルバム。

## 解説
- デビュー10周年を記念して発売された自身初のベスト・アルバム。
- シングル作品の他、ブログなどでファンからの収録要望の多かった楽曲も収録されている。
- 2枚組の全25曲を収録。
- 今作のために新たに新曲3曲が制作され収録されている。
- 「Rainy」のフルPVが制作され公式HP、YouTubeで公開されている。

## 収録曲

### DISC 1
1. Rainy
  - 作詞・作曲：滴草由実 track by Xtra Jam

未発表の新曲。ミュージックランチャー6月度オープニングテーマ
2. don't wanna c me <oh> tonight? ～ReArr Ver.～
  - 作詞:滴草由実　作曲：徳永暁人 track by Xtra Jam

1stシングルの別バージョン。
3. take me take me ～ReArr Ver.～
  - 作詞:滴草由実　作曲：徳永暁人 track by Xtra Jam

2ndシングルの別バージョン。
4. I'm in Love　（featuring Wyclef Jean）
  - 作詞：Blandinna "Melky" Jean・滴草由実　作曲：Blandinna "Melky" Jean　編曲：Blandinna "Melky" Jean

2ndアルバム『Yumi Shizukusa II』収録曲。
5. 証
  - 作詞：滴草由実　作曲・編曲：YOKO Blaqstone & 笠原智緒

7thシングル「君の涙を無駄にしたくない」のカップリング曲。アルバム初収録。
6. I still believe 〜ため息〜
  - 作詞：滴草由実　作曲・編曲：徳永暁人

8thシングル。読売テレビ・日本テレビ系全国ネットアニメ『名探偵コナン』エンディングテーマ
7. Missing you
  - 作詞：滴草由実　作曲：YOKO Black. Stone・笠原智緒　編曲：Miguel Sá Pessoa

5thシングル。
8. 心はいつもRainbow Color
  - 作詞：滴草由実　作曲・編曲：YOKO Black. Stone

4thシングル。
9. Lucky Girl
  - 作詞：Blandinna "Melky" Jean・滴草由実　作曲：Blandinna "Melky" Jean　編曲：Blandinna "Melky" Jean

2ndアルバム『Yumi Shizukusa II』収録曲。
10. 時よ
  - 作詞:滴草由実　作曲:笠原智緒 & Yoko Blaqstone　編曲:Yoko Blaqstone

3rdアルバム『花Kagari』収録曲。
11. 花篝り
  - 作詞:滴草由実　作曲:大野愛果　編曲:徳永暁人

8thシングル。テレビ朝日系ドラマ木曜ミステリー『京都地検の女』主題歌
12. 眠れぬ少女
  - 作詞：滴草由実　作曲・編曲：笠原智緒・大賀好修・YOKO Black. Stone

1stアルバム『CONTROL Your touch』収録曲。

### DISC 2
1. dope
  - 作詞：滴草由実  作曲：滴草由実 & Miguel Sá Pessoa track by T-4

未発表の新曲。
2. Don't you wanna see me ＜oh＞ tonight?
  - 作詞：滴草由実　作曲・編曲：徳永暁人

1stシングル。
3. TAKE ME TAKE ME
  - 作詞：滴草由実　作曲・編曲：徳永暁人

2ndシングル。
4. 砂になる言葉
  - 作詞：滴草由実　作曲：YOKO Black. Stone　編曲：Miguel Sá Pessoa

2ndアルバム『Yumi Shizukusa II』収録曲。
5. 君の涙を無駄にしたくない
  - 作詞:滴草由実　作曲・編曲:YOKO Blaqstone & 大賀好修

7thシングル。
6. 傷ついても
  - 作詞:滴草由実　作曲・編曲:Yoko Blaqstone

3rdアルバム『花Kagari』収録曲。
7. GO YOUR OWN WAY
  - 作詞:滴草由実 作曲:後藤康二 編曲:Double S・MissTy

10thシングル。読売テレビ・日本テレビ系全国ネットアニメ『名探偵コナン』エンディングテーマ
8. CONTROL Your touch
  - 作詞：滴草由実　作曲・編曲：徳永暁人

3rdシングル。
9. CALLING ME
  - 作詞・作曲・編曲:滴草由実

9thシングル。
10. Keep it Love
  - 作詞：滴草由実　作曲：徳永暁人　編曲：Miguel Sá Pessoa

2ndアルバム『Yumi Shizukusa II』収録曲。
11. さくらのぬくもり
  - 作詞・作曲：滴草由実

2013年3月にSoundCloudで発表[1]、2014年4月16日に配信限定でリリースされた曲。アルバム初収録。
12. アルバム
  - 作詞・作曲:滴草由実 track by Xtra Jam

5thアルバム『A woman's heart』収録曲。
13. I don't Love You @目黒BAJ 2014.3.28
5thアルバム『A woman's heart』収録曲の別バージョン。